# NPO立小学校
NPO立小学校（エヌピーオーりつしょうがっこう）とは、特定非営利活動法人に設立を許された小学校である。
私立小学校の設立には、私有地が必要であるため最低5000万円の資本金が必要だと言われるが、NPO立小学校の場合は校舎はテナントでも構わない。設立に当たっては、5人の理事の実印を要する。
ただ、金銭面の自由度が高いだけあって、設立に当たっては、別のハードルが科されている。
- 個人が設立申請するものではない。地方自治体とお見合いをした上、地方自治体が教育特区申請を行う。
- 健常児を対象にしたものでは、認可されない。あくまで正規の学校教育を受けられない子どものためのバイパスコースとして用意された制度なので、引きこもり・不登校・発達障害など、公教育や学校法人の補完役を強いられる。